# 1892
1892 (MDCCCXCII) a fost un an bisect al calendarului gregorian, care a început într-o zi de vineri.

## Evenimente
| Imagine indisponibilă |  | Imagine indisponibilă |
| 29 decembrie: Are loc, la Castelul Sigmaringen, din Germania, căsătoria dintre Principele moștenitor Ferdinand de Hohenzollern-Sigmaringen cu Principesa Maria de Edinburgh (fiica Ducelui Alfred de Edinburgh-Coburg și a Marii Ducese Maria a Rusiei). |  |                       |

### Ianuarie
- 14 ianuarie: Moartea Prințului Albert Victor, Duce de Clarence, al doilea în linie ca moștenitor al tronului Marii Britanii. Următorul în linie este fratele său mai mic, Prințul George de Wales.

### Iunie
- 8 iunie: Moare Dumitru Brătianu, la vârsta de 74 de ani, el fiind unul dintre ultimii fruntași ai Revoluției de la 1848. La conducerea Partidului Liberal va fi ales D.A. Sturdza-Miclăușanu.

### Decembrie
- 29 decembrie: Are loc, la Castelul Sigmaringen, din Germania, căsătoria dintre Principele moștenitor Ferdinand de Hohenzollern-Sigmaringen cu Principesa Maria de Edinburgh (fiica Ducelui Alfred de Edinburgh-Coburg și a Marii Ducese Maria a Rusiei).

### Nedatate
- A fost patentată prima scară rulantă de către Jesse W. Reno din New York.
- Coca-Cola Company. Companie americană înființată de farmacistul Asa Griggs Candler. Societate americană cunoscută pentru fabricarea concentratului pentru băutura răcoritoare Coca-Cola. A fost inventată de farmacistul John S. Pemberton, care inițial conținea cocaină, scoasă din rețetă în anul 1905.
- Grecia rupe relațiile diplomatice cu România din cauza unor neînțelegeri ivite în legătură cu soluționarea moștenirii unui supus grec, Vanghele Zappa.
- Parlamentul României a votat o donație de 300.000 lei/an Prințului moștenitor Ferdinand până la urcarea sa pe tron.
- Se înființează banca Standard Chartered în Zimbabwe, filială a companiei-mamă din Londra.

## Arte, științe, literatură și filozofie
- Arthur Conan Doyle publică Aventurile lui Sherlock Holmes.
- Auguste Renoir pictează Lecția de muzică.
- Paul Gauguin pictează Aha oe feii (Ce e? Te roade invidia?).
- Se înființează Asociația Psihologică Americană⁠(d).
- Paul Ehrlich face distincția dintre imunitate activă⁠(d) și pasivă⁠(d).
- Camillo Golgi arată că, în cazul malariei intermitente⁠⁠(d), parazitul care cauzează boala se dezvoltă în sânge, în timp ce, în cazul maladiei pernicioase⁠⁠(d), acesta se dezvoltă în organe și în creier.[1]

## Nașteri
- 3 ianuarie: John Ronald Reuel Tolkien, romancier și un profesor de lingvistică, englez (d. 1973)
- 14 ianuarie: Hal Roach (n. Harold Eugene), producător american de film (d. 1992)
- 18 ianuarie: Oliver Hardy (n. Norvell Hardy), actor și scenarist american de film, a format alături de Stan Laurel  unul dintre cele mai bune cupluri de comici al tuturor timpurilor (d. 1957)
- 29 februarie: Vilmos Apor, episcop catolic, drept între popoare, opozant al fascismului și comunismului (d. 1945)
- 22 martie: Constantin C. Teodorescu, inginer și profesor universitar român (d. 1972)
- 30 martie: Erwin Panofsky, eseist și istoric de artă german (d. 1968)
- 5 mai: Dorothy Garrod, arheologă și cercetătoare britanică (d. 1968)
- 7 mai: Iosip Broz Tito, președinte al Iugoslaviei (1953-1980), (d. 1980)
- 26 iunie: Pearl S. Buck, scriitoare americană, laureată a Premiului Nobel (d. 1973)
- 8 iulie: Richard Aldington, scriitor englez (d. 1962)
- 15 iulie: Milena Rudnytska, educatoare, activistă pentru drepturile femeilor, politiciană și scriitoare ucraineană (d. 1976)
- 23 iulie: Haile Selassie I, împărat al Etiopiei (1930-1974), (d. 1975)
- 15 august: Louis Victor de Broglie, fizician francez, laureat al Premiului Nobel (d. 1987)
- 20 august: Octav Onicescu, matematician român (d. 1983)
- 27 august: Brand Blanshard, filosof american (d. 1987)
- 10 septembrie: Arthur Holly Compton, fizician american, laureat al Premiului Nobel (d. 1962)
- 8 octombrie: Marina Țvetaeva, poetă rusă (d. 1941)
- 10 octombrie: Ivo Andrić, scriitor bosniac, laureat al Premiului Nobel (d. 1975)
- 2 noiembrie: Paul Abraham, compozitor maghiar de operetă (d. 1960)
- 1 decembrie: Cezar Petrescu, prozator român (d. 1961)
- 4 decembrie: Francisco Franco (n. Francisco Paulino Hermenegildo Teódulo Franco y Bahamonde Salgado Pardo), general și politician spaniol, dictator al Spaniei (1939-1975), (d. 1975)

## Decese
- 13 ianuarie: Marele Duce Constantin Nicolaevici al Rusiei, 64 ani, fiul Țarului Nicolae I, vicerege al Poloniei, președinte al Consiliului de Miniștri (n. 1827)
- 20 februarie: Hermann Franz Moritz Kopp, 74 ani, chimist german (n. 1817)
- 11 martie: Archibald Scott Couper, 60 ani, chimist scoțian (n. 1831)
- 26 martie: Walter Whitman, 72 ani, poet american (n. 1819)
- 5 mai: August Wilhelm von Hofmann, 74 ani, chimist german (n. 1818)
- 16 mai: Melchisedec Ștefănescu (n. Mihail Ștefănescu), 69 ani, episcop și istoric român, membru al Academiei Române (n. 1823)
- 8 iunie: Dumitru C. Brătianu, 74 ani, diplomat și om politic român, fratele lui Ion C. Brătianu (n. 1818)
- 30 octombrie: Marea Ducesă Olga Nikolaevna, 70 ani, soția regelui Karl de Württemberg (n. 1822)